# بوفچه-شبگرد نواری
بوفچه-شبگرد نواری (نام علمی: Aegotheles bennettii) نام یک گونه از راسته جغد است.